# 1954-es síkvízi kajak-kenu világbajnokság
Az 1954-es síkvízi kajak-kenu világbajnokságot a franciaországi Mâconban rendezték 1954-ben. Ezen a versenyen született meg a sportág első magyar világbajnoki címe, Magyarország emellett az éremtáblázatot is az élen zárta. Ez a negyedik kajak-kenu világbajnokság volt.

## Éremtáblázat
*   Rendező
  *   Magyarország
| Helyezés | Ország        | Arany | Ezüst | Bronz | Összesen |
| -------- | ------------- | ----- | ----- | ----- | -------- |
| 1.       | Magyarország  | 6     | 5     | 5     | 16       |
| 2.       | Svédország    | 4     | 4     | 0     | 8        |
| 3.       | NSZK          | 2     | 2     | 3     | 7        |
| 4.       | Ausztria      | 2     | 1     | 1     | 4        |
| 5.       | Csehszlovákia | 1     | 2     | 2     | 5        |
| 6.       | Franciaország | 0     | 1     | 1     | 2        |
| 7.       | Dánia         | 0     | 0     | 1     | 1        |
| 7.       | Norvégia      | 0     | 0     | 1     | 1        |
| 7.       | Románia       | 0     | 0     | 1     | 1        |
| Összesen | Összesen      | 15    | 15    | 15    | 45       |

## Eredmények

### Férfiak
Kajak
| Versenyszám        | Arany                                                                        | Arany   | Ezüst                                                                            | Ezüst   | Bronz                                                                                    | Bronz   |
| ------------------ | ---------------------------------------------------------------------------- | ------- | -------------------------------------------------------------------------------- | ------- | ---------------------------------------------------------------------------------------- | ------- |
| K1 500 m           | Gert Fredriksson · Svédország                                                | 1:59,2  | Meinhard Mittenberger · NSZK                                                     | 2:00,3  | Mircea Anastasescu · Románia                                                             | 2:01,2  |
| K1 1000 m          | Gert Fredriksson · Svédország                                                | 4:23,5  | Louis Gantois · Franciaország                                                    | 4:27,6  | Hatlaczky Ferenc · Magyarország                                                          | 4:28,8  |
| K1 10 000 m        | Hatlaczky Ferenc · Magyarország                                              | 48:14,4 | Miloš Pech · Csehszlovákia                                                       | 48:20,1 | Harald Eriksen · Norvégia                                                                | 48:29,4 |
| K1 4 × 500 m váltó | Lars Glasser · Carl-Åke Ljung · Bert Nilsson · Gert Fredriksson · Svédország | 8:33,2  | Szörényi Ervin · Sován András · Wágner Ferenc · Hatlaczky Ferenc · Magyarország  | 8:33,4  | Maximilian Raub · Herbert Wiedermann · Alfred Schmidtberger · Hermann Salzner · Ausztria | 8:36,9  |
| K2 500 m           | Ernst Steinhauer · Meinhard Miltenberger · NSZK                              | 1:54,7  | Bengt Linfors · Valter Wredgberg · Svédország                                    | 1:55,5  | Wágner Ferenc · Sován András · Magyarország                                              | 1:55,6  |
| K2 1000 m          | Mészáros György · Mészáros István · Magyarország                             | 4:16    | Michael Scheuer · Gustav Schmidt · NDK                                           | 4:16,2  | Helmut Noller · Günther Krammer · NDK                                                    | 4:16,4  |
| K2 10 000 m        | Maximilian Raub · Herbert Wiedermann · Ausztria                              | 43:12,7 | Sigvard Johansson · Rolf Fjellmann · Svédország                                  | 44:00,2 | Ernst Steinhauer · Helmuth Stocker · NSZK                                                | 44:06,4 |
| K4 1000 m          | Vagyóczki Imre · Kovács László · Nagy László · Szigeti Zoltán · Magyarország | 3:28    | Einar Pihl · Ebbe Frick · Ragnar Eurlin · Stig Andersson · Svédország            | 3:29,3  | Maurice Graffen · Marcel Renaud · Louis Gantois · Robert Enteric · Franciaország         | 3:29,4  |
| K4 10 000 m        | Einar Pihl · Ebbe Frick · Ragnar Heurlin · Stig Andersson · Svédország       | 38:51   | Hans Wetterström · Carl Sundin · Sigvard Johansson · Rolf Fjellmann · Svédország | 39:06,8 | Urányi János · Mészáros György · Mészáros István · Varga Ferenc · Magyarország           | 39:31,4 |

Kenu
| Versenyszám | Arany                                         | Arany   | Ezüst                                         | Ezüst   | Bronz                                            | Bronz   |
| ----------- | --------------------------------------------- | ------- | --------------------------------------------- | ------- | ------------------------------------------------ | ------- |
| C1 1000 m   | Parti János · Magyarország                    | 5:12,2  | Hernek István · Magyarország                  | 5:19,8  | Jaroslav Poupa · Csehszlovákia                   | 5:24,2  |
| C1 10 000 m | Jiří Vokněr · Csehszlovákia                   | 56:50   | František Čapek · Csehszlovákia               | 57:07,8 | Hernek István · Magyarország                     | 57:53,1 |
| C2 1000 m   | Kurt Liebhart · Engelbert Lulla · Ausztria    | 4:51,5  | Bodor István · Tuza József · Magyarország     | 4:52,1  | Csonka Ferenc · Sasváry Mihály · Magyarország    | 4:56    |
| C2 10 000 m | Wieland Károly · Halmay József · Magyarország | 53:14,2 | Csonka Ferenc · Sasváry Mihály · Magyarország | 53:15,4 | Jaroslav Sieger · Zdeněk Ziegler · Csehszlovákia | 53:41,9 |

### Nők
Kajak
| Versenyszám | Arany                                        | Arany  | Ezüst                                              | Ezüst  | Bronz                              | Bronz  |
| ----------- | -------------------------------------------- | ------ | -------------------------------------------------- | ------ | ---------------------------------- | ------ |
| K1 500 m    | Therese Zenz · NSZK                          | 2:28,7 | Fritzi Schwingl · Ausztria                         |        | Tove Nielsen · Dánia               | 2:29,8 |
| K2 500 m    | Bánfalvi Klára · Pintér Hilda · Magyarország | 2:07,4 | Egresi Vilma · Lieszkovszki Valéria · Magyarország | 2:07,5 | Gisela Amail · Lisa Schwarz · NSZK | 2:07,6 |

## A magyar csapat
Az 1954-es magyar vb keret tagjai:
| férfiak kajak | férfiak kajak                                              | férfiak kajak      |
| ------------- | ---------------------------------------------------------- | ------------------ |
| K1 500 m      | Szörényi Ervin                                             | 4.                 |
| K1 500 m      | Hatlaczky Ferenc                                           | 5.                 |
| K2 500 m      | Wágner Ferenc Sován András                                 | Bronzérem          |
| K2 500 m      | Veréb Dezső Turi Sándor                                    | 5.                 |
| K1 1000 m     | Hatlaczky Ferenc                                           | Bronzérem          |
| K1 1000 m     | Szörényi Ervin                                             | 9.                 |
| K2 1000 m     | Mészáros György Mészáros István                            | Aranyérem          |
| K2 1000 m     | Szigeti Zoltán Vagyóczki Imre                              | nem jutott döntőbe |
| K4 1000 m     | Vagyóczki Imre Kovács László Nagy I. László Szigeti Zoltán | Aranyérem          |
| K4 1000 m     | Nagy II. László Péhl József Gurovits József Fábián László  | 6.                 |
| K1 10 000 m   | Hatlaczky Ferenc                                           | Aranyérem          |
| K2 10 000 m   | Urányi János Varga Ferenc                                  | kizárva            |
| K4 10 000 m   | Urányi János Mészáros György Mészáros István Varga Ferenc  | Bronzérem          |
| K4 10 000 m   | Nagy II. László Péhl József Gurovits József Fábián László  | 4.                 |
| K1 4 × 500 m  | Szörényi Ervin Sován András Wágner Ferenc Hatlaczky Ferenc | Ezüstérem          |

| férfi kenu  | férfi kenu                   | férfi kenu |
| ----------- | ---------------------------- | ---------- |
| C1 1000 m   | Parti János                  | Aranyérem  |
| C1 1000 m   | Hernek István                | Ezüstérem  |
| C2 1000 m   | Bodor István Tuza József     | Ezüstérem  |
| C2 1000 m   | Csonka Ferenc Sasváry Mihály | Bronzérem  |
| C1 10 000 m | Hernek István                | Bronzérem  |
| C1 10 000 m | Novák Gábor                  | 6.         |
| C2 10 000 m | Wieland Károly Halmay József | Aranyérem  |
| C2 10 000 m | Csonka Ferenc Sasváry Mihály | Ezüstérem  |

| női kajak | női kajak                         | női kajak |
| --------- | --------------------------------- | --------- |
| K1 500 m  | Lieszkovszki Valéria              | 7.        |
| K1 500 m  | Kecskés Júlia                     | 8.        |
| K2 500 m  | Bánfalvi Klára Pintér Hilda       | Aranyérem |
| K2 500 m  | Egresi Vilma Lieszkovszki Valéria | Ezüstérem |